# Colònia índia
Una colònia índia és un assentament amerindi associat a una àrea urbana. Encara que alguns d'ells s'han convertit en reserves índies oficials, es diferencien de la majoria de les reserves en què s'ubiquen a les grans ciutats on els nadius americans podien trobar feina. Originalment moltes es van formar sense estímul o sanció federal.

## Ubicacions i establiment
Les colònies índies són especialment comuns a Nevada. Com que l'ecosistema de la Gran Conca és molt fràgil, les formes de vida autòctones es va fer insostenible poc després de la colonització blanca a causa del pasturatge excessiu, les desviacions d'aigua i la tala de pinedes pinyoneres. En aquesta època hi havia poques reserves oficials a la zona, i la vida hi era molt precària fins i tot per als estàndards actuals. Molts nadius americans van optar per buscar feina a ranxos blancs, granges i ciutats. Les àrees en què es van establir van ser conegudes com a campaments o colònies índies. En alguns casos eren propietaris de les terres on es van establir, en altres casos es van establir a terrenys públics. A partir de principis del segle xx, el govern federal va començar a establir territoris indis en fideïcomís per a les colònies en terrenys públics.
Després de la Llei de reorganització índia de 1934 moltes de les colònies índies va guanyar el reconeixement federal com a tribus. Moltes de les tribus formades d'aquesta manera inusualment s'hi troben membres de diferents nacions. Per exemple, la Colònia índia Reno-Sparks té membres washoe, Paiute i xoixoni.

## Exemples
La següent és una llista incompleta de les colònies índies als Estats Units:
- Battle Mountain - Tribu Te-Moak dels Xoixoni Occidentals de Nevada, Battle Mountain Band
- Burns (Oregon) - Tribu Paiute Burns de la Colònia Índia Paiute Burns d'Oregon
- Bridgeport (Califòrnia) - Colònia índia paiute Bridgeport de Califòrnia
- Carson City - Tribu Washo de Nevada i Califòrnia, Carson Community Council
- Dresslerville - Tribu Washo de Nevada i Califòrnia, Dresslerville Council
- Elko - Tribu Te-Moak dels Xoixoni Occidentals de Nevada, Elko Band
- Ely (Nevada) - Reserva índia Ely Xoixoni
- Fallon (Nevada) - Tribu Paiute-Xoixoni de la Reserva i Colònia Fallon
- Las Vegas - Tribu paiute de la colònia índia de Las Vegas
- Lovelock - Colònia índia Lovelock
- Reno (Nevada) - Colònia índia Reno-Sparks
- Carson City - Tribu Washo de Nevada i Califòrnia, Stewart Community Council[1]
- Wells (Nevada) - Tribu Te-Moak dels Xoixoni Occidentals de Nevada, Wells Band
- Winnemucca (Nevada) - Colònia índia Winnemucca de Nevada
- Woodfords (Califòrnia) - Washoe Tribe of Nevada and California, Woodfords Community Council
- Yerington (Nevada) - Tribu Paiute Yerington de la Colònia Yerington i Campbell Ranch